# Motoplat
Motoplat är ett tändsystem tillverkat i Spanien som användes av de flesta europeiska motocrosscyklarna under 1970-talet. Bland annat användes de av Husqvarna, Maico, KTM, OSSA, Montesa och Bultaco.